# Augustinern 36 (Quedlinburg)

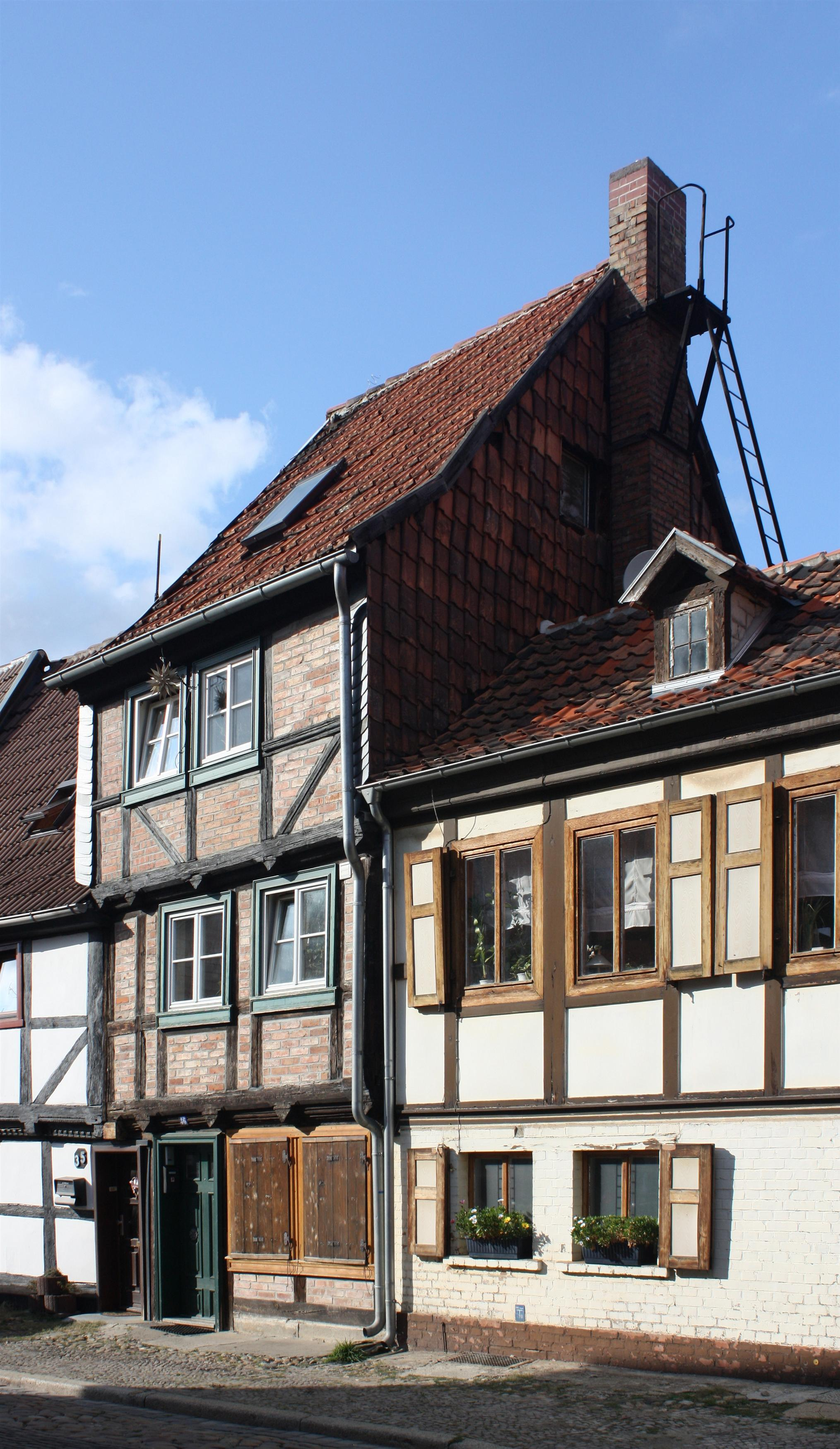
Haus Augustinern 36

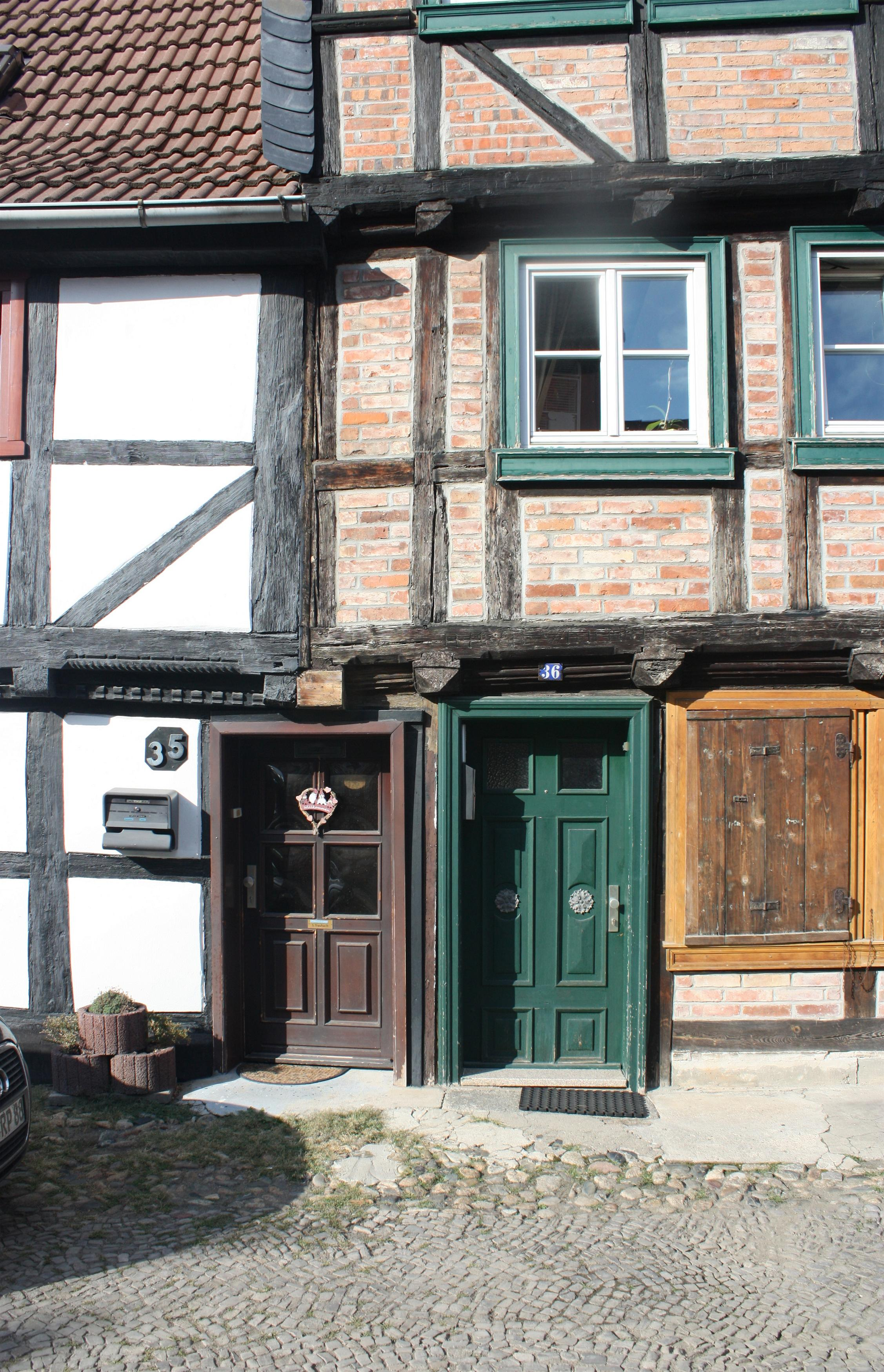
Haustüren zwischen Nummer 35 und 36

Das Haus Augustinern 36 ist ein denkmalgeschütztes Gebäude in der Stadt Quedlinburg in Sachsen-Anhalt.

## Lage
Es befindet sich im nördlichen Teil der historischen Quedlinburger Neustadt und gehört zum UNESCO-Weltkulturerbe. Im Quedlinburger Denkmalverzeichnis ist es als Wohnhaus eingetragen. Westlich grenzt das gleichfalls denkmalgeschützte Haus Augustinern 35 an.

## Architektur und Geschichte
Das dreigeschossige Fachwerkhaus entstand nach einer Bauinschrift im Jahr 1706 und war ursprünglich wohl breiter. Die Fachwerkkonstruktionen des Obergeschosses sind in unterschiedlicher Weise ausgeführt. Während das erste Obergeschoss über einen Ständerrhythmus verfügt, ist das oberste Geschoss in einer barocken Ständerreihung ausgeführt. Als Verzierungen befinden sich Pyramidenbalkenköpfe und profilierte Füllhölzer an der Fachwerkfassade.
Im Erdgeschoss wurden die Haustür sowie die Fenster samt Fensterläden im 19. Jahrhundert erneuert.
Bemerkenswert ist die an der Westseite des Hauses befindliche, jedoch zum Nachbarhaus Nummer 35 gehörende Haustür.